# Visual Basic

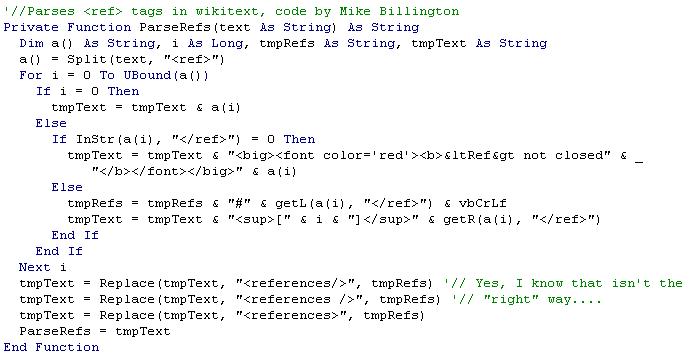
Källkod skriven i Visual Basic

Visual Basic (VB) är ett programspråk i BASIC-familjen som är utvecklat av Microsoft. "Visual" står för fönsterhanteringen och ett nytt sätt att programmera på. Till skillnad från tidigare eller andra varianter av programspråket BASIC, där radnummer användes för att referera till olika positioner, behöver man inte ange radnummer i koden.
Visual Basic närmade sig istället andra mer avancerade programspråk där radnummer inte användes. I stället för att hänvisa till radnummer infördes en funktionsorienterad struktur i koden, vilket var vanligt i andra etablerade programspråk som Pascal, C och C++. Detta underlättade också strukturen och läsbarheten i koden.
För att underlätta fönsterhanteringen infördes också visuella hjälpmedel som komplement till programmeringen. I Visual Basic finns hjälpmedel för att skapa och ritade de "fönster" i Windows som behövdes för den Windowsapplikation som utvecklades. Till denna visuella skapelse knyts kod i Visual Basic för att utföra önskade funktioner.
Visual Basic togs fram för att underlätta utvecklingen av Windowsprogram som var anpassade till operativsystemet Microsoft Windows.

## Kort beskrivning av några varianter

### VB6
Visual Basic 6 (eller VB6) är ett fristående programspråk, till skillnad från de nedan nämnda varianterna. Det ingår också som en del i utvecklingsmiljön Visual Studio, som lånar en del funktioner från de tidigare versionerna av Visual Basic.

### VB (tidigare VB.Net)
Visual Basic påminner ytligt om VB6, men är anpassat till ramverket .NET. Detta innebär att de tillgängliga biblioteken avviker kraftigt (även om ett speciellt kompatibilitetslager för VB6 finns), att minneshanteringen inte längre bygger på referensräkning och att stödet för objektorientering är mer fast i språket än vad som tidigare var fallet.

### VBA
Visual Basic for Applications (VBA) är konstruerat att vara ett tillägg till flera av Microsofts applikationer, framförallt Office-programmen Excel och Word, där makron skrivs i VBA från och med versionen Office 97.

### VBS
Visual Basic Scripting Edition (VBScript eller VBS) är ett tolkat språk för användning i skript. Dessa skript kan kopplas till ASP eller läggas in i HTML-kod. I Windows finns Cscript.exe och Wscript.exe för att kunna använda VBS-filer i stället för BAT-filer.

### VB6 till VB-problem
Det finns en del problem med att försöka migrera ett klassiskt språk till ett mer modernt, framför allt att gå från ett icke typat språk till möjligheten att välja att språket är starkt typat eller ej. Med parametrarna Explicit och strict on är Visual Basic näst intill ekvivalent med C#.

## Andra varianter av Visual Basic
- Visual Basic Scripting Edition, VBscript (VBS)
- Active Server Pages (ASP)
- Active Server Pages .NET (ASP.NET)

## Visual Studio
Visual Basic är en del av Microsofts programutvecklingssvit Visual Studio där även följande program ingår.
- Visual C++
- Visual C#
- Visual J#

## Skillnader mellan Visual Basic och C#
En sak som skiljer VB ifrån många andra språk är att deklarationen av en metod som inte returnerar värden (Sub) och en metod som returnerar värden (Function) skiljer sig åt.
I till exempel C# använder man sig istället av returtypen void (ingenting) då en metod inte returnerar några värden.
Här är ett jämförande exempel på detta i VB och C#.
VB
```
Private
 
Sub
 
DoSomething
()

   
...

End
 
Sub

Private
 
Function
 
ReturnSomething
()
 
As
 
Integer

   
...

   
Return
 
1

End
 
Function

```

C#
```
private
 
void
 
DoSomething
()
 
{

    
...

}

private
 
int
 
ReturnSomething
()
 
{

    
...

    
return
 
1
;

}

```